# Christian Koren-Wiberg
Johann Christian Koren-Wiberg (* 10. Oktober 1870 in Bergen; † 22. März 1945 ebenda) war ein norwegischer Kulturhistoriker und Künstler.

## Leben
Als Kunstmaler, Zeichner und Grafiker war Christian Koren-Wiberg Schüler der norwegischen Maler Frithjof Smith-Hald und von Fredrik Kolstø. Studienreisen führten ihn durch Europa (Italien, Frankreich, Niederlande) und in die Vereinigten Staaten. In Bergen eröffnete und leitete er ab 1909 eine Kunstgewerbeschule. Gleichzeitig war er Direktor des von seinem Vater Johan Wilhelm Wiberg gegründeten  Hanseatischen Museums in Bergen. Bergen verdankt ihm den Erhalt von Bryggen, wo er zu Anfang des 20. Jahrhunderts auch umfangreiche archäologische Grabungen vornahm. In seinen zahlreichen kulturhistorischen Schriften setzte er sich ab 1899 intensiv mit der Geschichte der Bergenfahrer in Bergen auseinander.

## Schriften (Auswahl)
- Det tyske Kontor i Bergen. 1899 (mit Zeichnungen).
- Jomfru Pegelau. 1907.
- Clamer Eberhard. Drama (Uraufführung 1913).
- Bergenstypen dannes. In: Lesebok for handels- og sjømannsskoler. Oslo 1940, S. 186–190 (runeberg.org).

## Ehrungen
- Ehrendoktor der Universität Hamburg
- Ritter des Sankt-Olav-Ordens
- Ritter des Dannebrogordens
- Ritter des Ordens der Krone von Italien
- 1953 benannte die Stadt Bergen einen Platz auf Bryggen, den Koren Wibergs plass, nach ihm